# Bartolomeu Perestrelo
Bartolomeu Perestrelo (vers 1395-1457) est un navigateur et explorateur portugais.

## Biographie
Issu d'une famille italienne, il fut nommé capitaine-gouverneur de Porto-Santo, pendant que João Gonçalves Zarco et Tristão Vaz se partageaient l'île de Madère. Son domaine était le plus pauvre des trois, et le devint encore plus car, selon la légende, une lapine enceinte se serait échappée sur l'île lors d'un de ses débarquements, et les lapins se mirent à pulluler, éliminant la végétation que possédait l'île.
L'une de ses filles, Filipa Moniz (née vers 1455), épousa Christophe Colomb en 1479 pendant un séjour de celui-ci à Madère et Porto-Santo.